# Rathaus Saarlouis

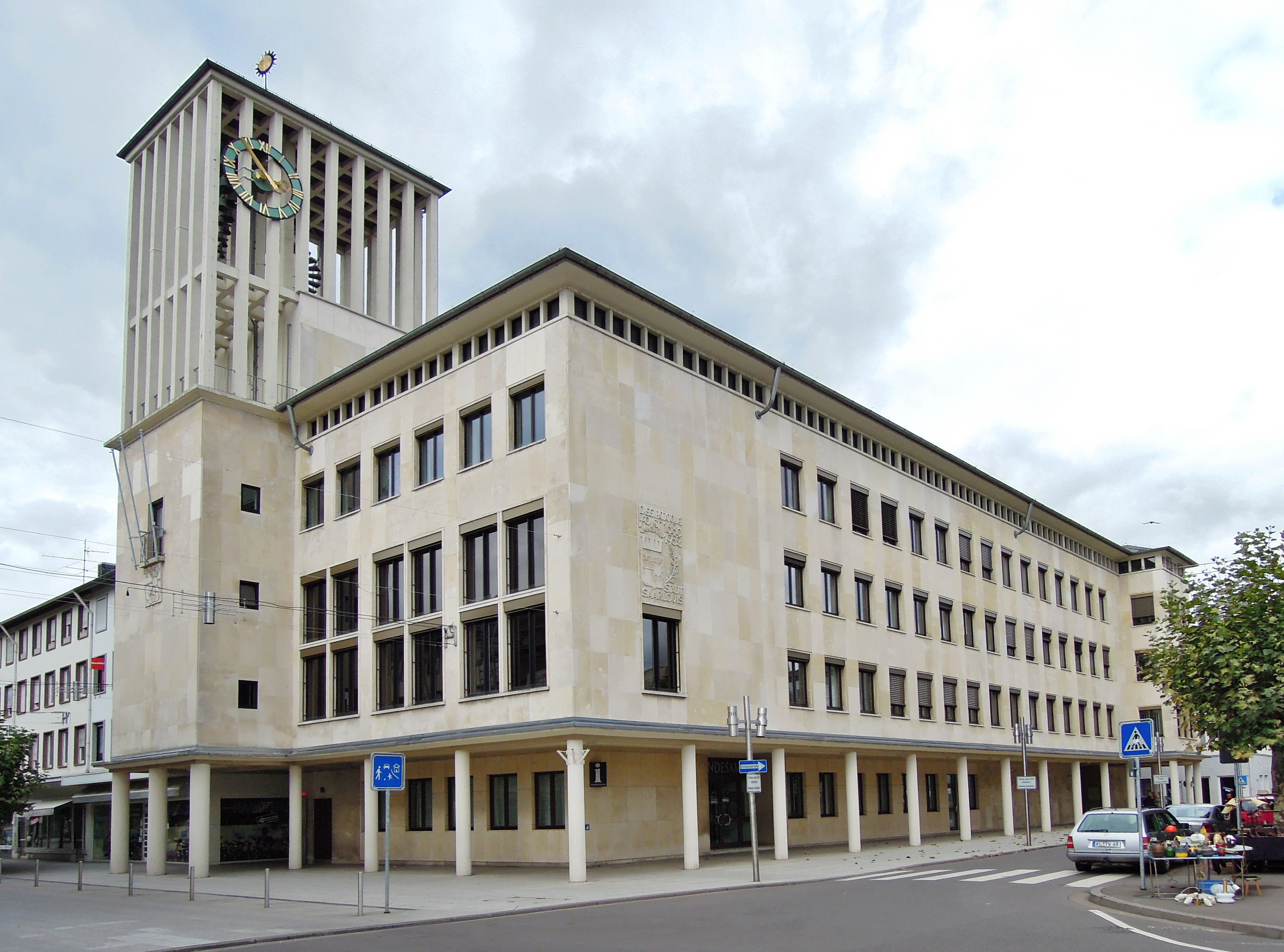
Saarlouis, Rathaus, Ecke Deutsche Straße/Großer Markt

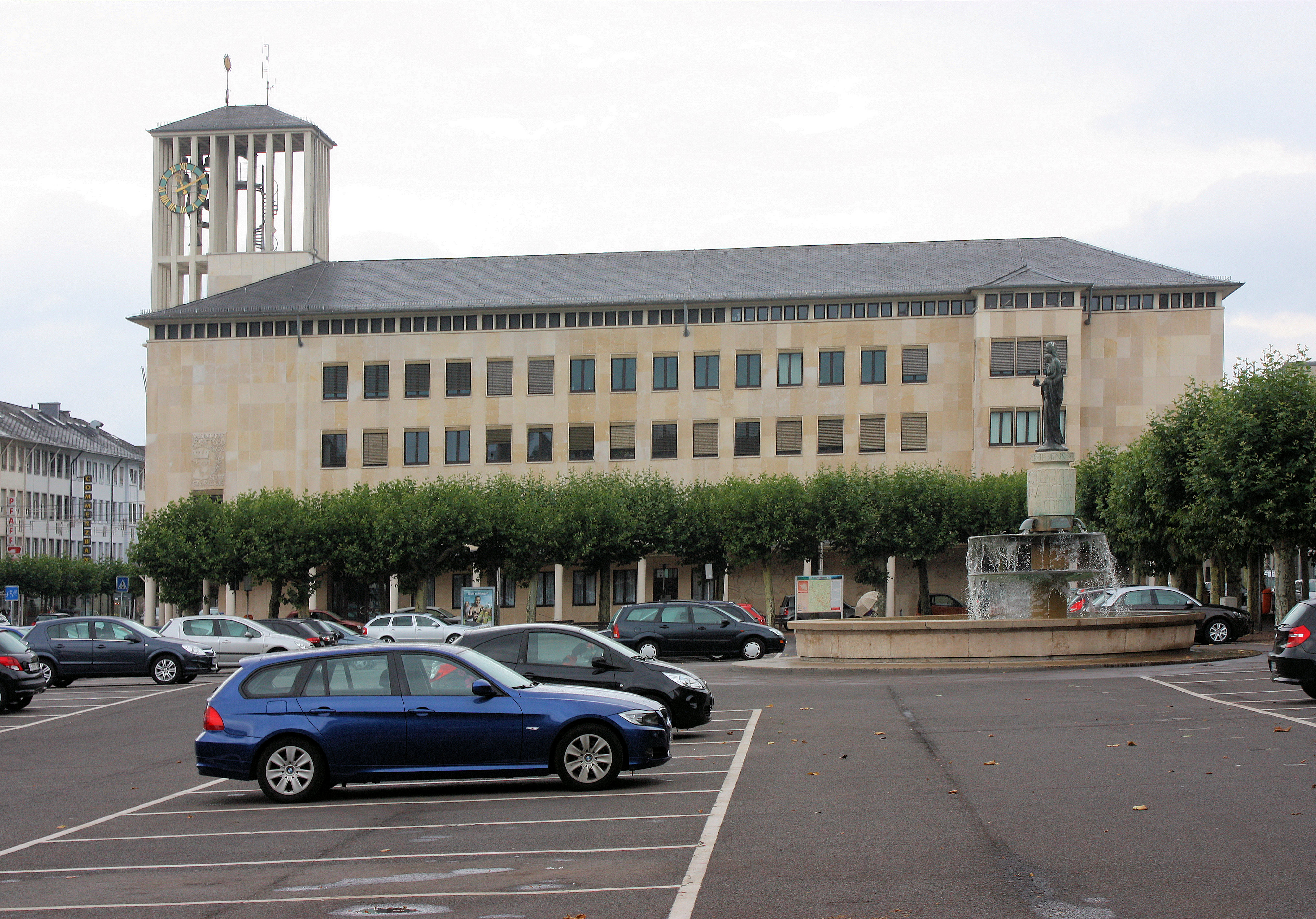
Saarlouis, Rathaus mit dem Saarlouiser Marienbrunnen

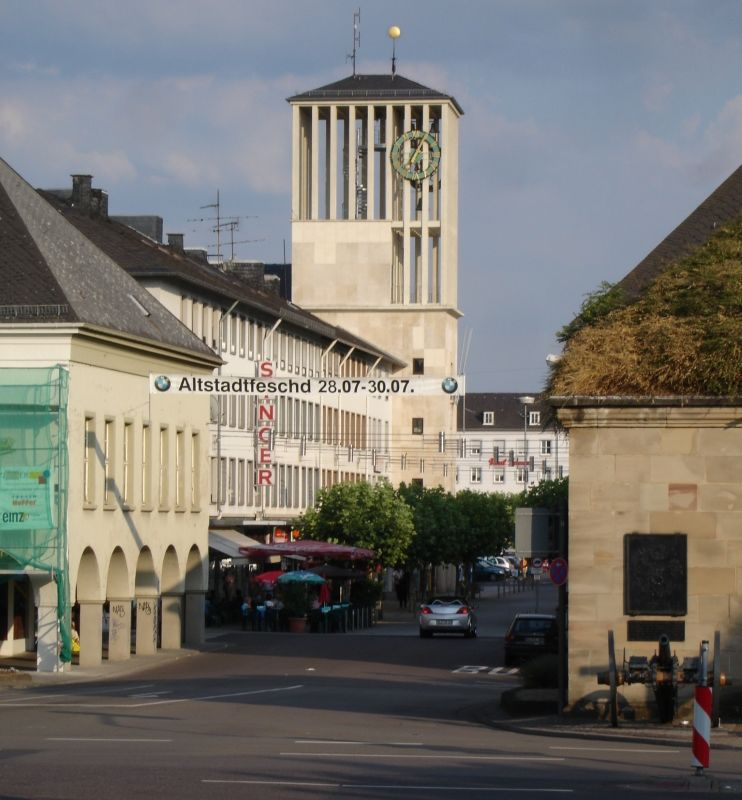
Blick auf das Rathaus vom Deutschen Tor aus durch die Deutsche Straße

Das Rathaus Saarlouis ist ein denkmalgeschütztes Gebäude in der Saarlouiser Innenstadt. Es ist Sitz der Verwaltung der saarländischen Kreisstadt.

## Geschichte

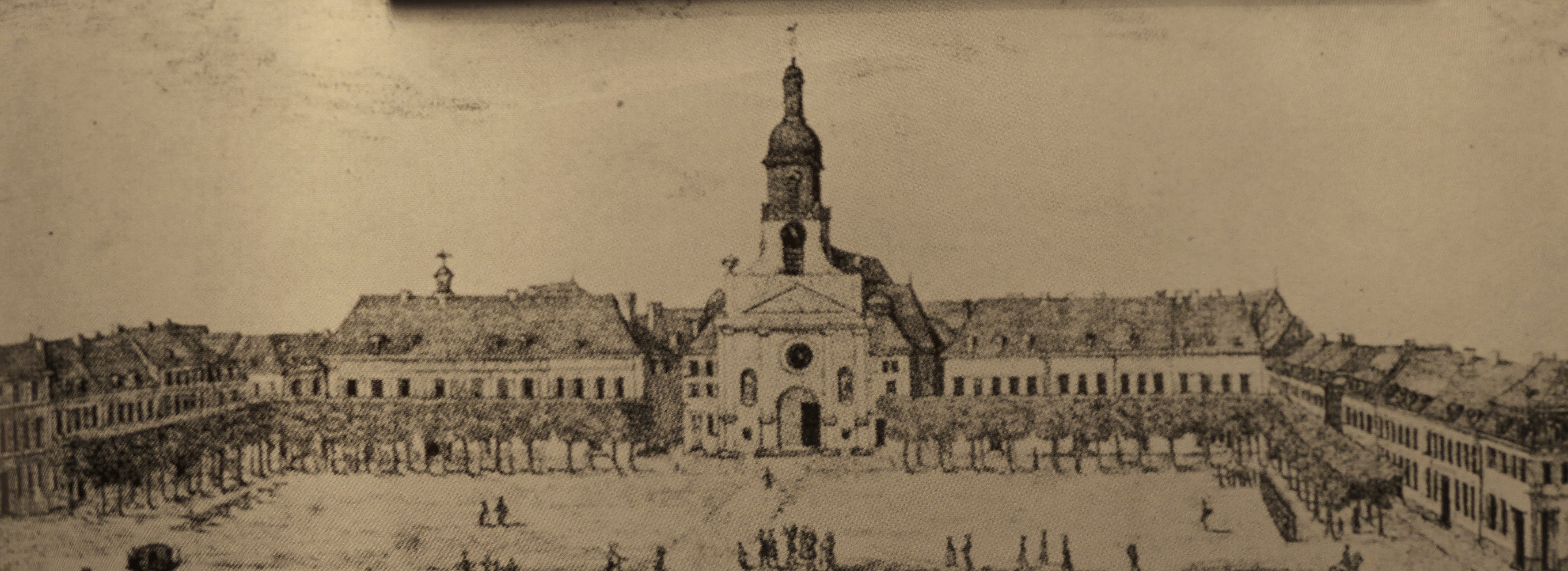
Rathaus Saarlouis am Großen Markt links neben der barocken Pfarrkirche St. Ludwig, vor der Aufstockung durch Carl Friedrich Müller (Stadtarchiv Saarlouis)

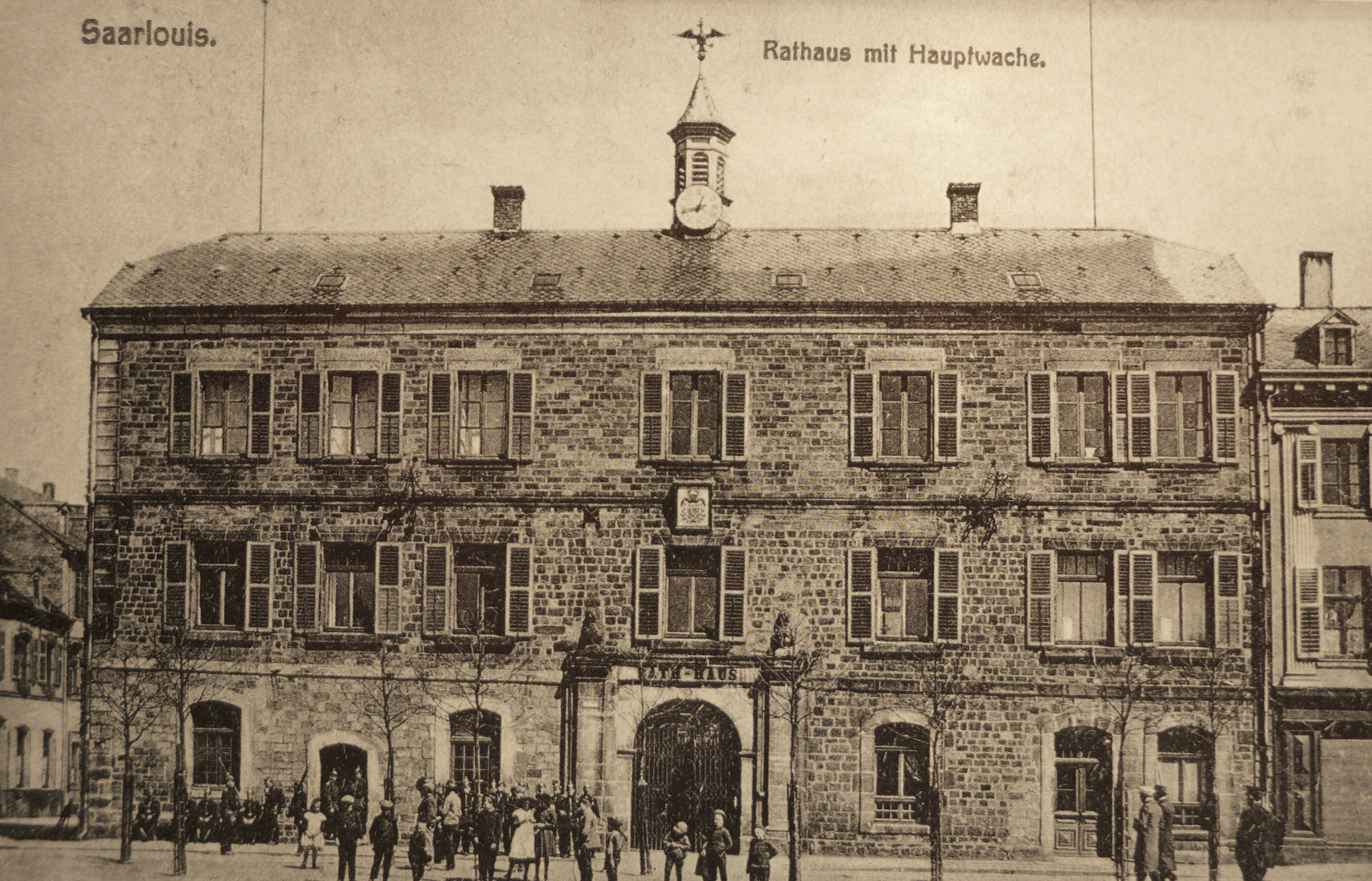
Rathaus Saarlouis am Großen Markt nach der Aufstockung durch Carl Friedrich Müller, um 1900 (Stadtarchiv Saarlouis)

Das erste Saarlouiser Rathaus befand sich am Großen Markt (heute Grundstück Großer Markt 2, Buchhandlung Bock & Seip). Es war ein zweigeschossiger, siebenachsiger Sandsteinbau vom Ende des 17. Jahrhunderts. Im Jahr 1879 wurde das Rathaus unter der Leitung von Kreisbaumeister Carl Friedrich Müller um ein Stockwerk erhöht und mit einem schiefergedeckten, abgewalmten Satteldach versehen, auf dem sich ein oktogonaler Dachreiter mit Turmuhr und preußischem Adler an der Spitze erhob. Den Zugang zu dem Kommunalgebäude bildete ein rundbogiges, mit Schmuckvasen besetztes Pilaster-Portal. Das Mosaik mit dem Saarlouiser Stadtwappen, das man in der Mittelachse des Gebäudes zwischen dem ersten und zweiten Geschoss angebracht hatte, hängt heute über dem Seiteneingang des Nachkriegsrathauses in der Adlerstraße. Das Innere des alten Rathauses verfügte über eine wertvolle barocke Innenausstattung mit Stuckdecken, Holzvertäfelung, Kaminen, Türen sowie Gobelins aus der Manufacture Royale d’Aubusson, ein Geschenk Ludwigs XIV. an den Siège Présidial (Obergericht).
Die barocke Festungsstadt Saarlouis wurde im Kriegswinter 1944/1945 des Zweiten Weltkrieges besonders durch Artilleriebeschuss der US-Army stark beschädigt. Die Ruine des Barockrathauses wurde abgebrochen und durch den Bau eines Geschäftshauses ersetzt (heute Buchhandlung Bock & Seip), dessen ursprünglich dunkelblaue Vorhangfassade im Jahr 2015 vollständig verändert wurde. Der Neubau greift die Kubatur des Vorgängerbaues auf.
Schon kurz nach dem Ende des Krieges entwickelte Klaus Hoffmann ein Wiederaufbaukonzept für die Stadt. Dabei sollten die ehemaligen Strukturen der Festung erkennbar bleiben und der Große und der Kleine Markt Zentrum der Stadt bleiben. An der Nordwestseite des Großen Marktes entstand in den Jahren 1951 bis 1954 ein neues Rathaus nach Plänen des Saarlouiser Oberbaurates Peter Focht. Dabei wurde das im Krieg ausgebrannte Barockhaus Pavillonstraße 17 in den Neubau miteinbezogen. Der zweigeschossige Bau mit Ecklisenen und Mansardendach war im Jahr 1688 errichtet worden. Das historische, pilastergerahmte Portal mit ovalem Oberlicht und Segmentbogenverdachung, in der das Notarswappen des Collin de Parure mit bourbonischen Lilien angebracht ist, bildet heute einen Nebeneingang des modernen Rathauses. Das Barockgebäude Pavillonstraße 17 wurde beim Wiederaufbau um ein Geschoss erhöht. Portal und Innentreppe blieben erhalten.

## Architektur
Das Gebäude mit vier Geschossen und Mezzanin wurde als zweiflügeliger Bau mit hohem Turm als Abschluss an einer Seite errichtet. Der schlichte neoklassizistische Betonskelettbau wurde mit Sandsteinplatten verkleidet. Das Erdgeschoss wurde weit zurückgesetzt und der vorkragende Baukörper der Obergeschosse von schmalen Rundsäulen gestützt. So entstand eine umlaufende Kolonnade. Über dem obersten Geschoss liegt ein Mezzanin mit bandartiger Fensterfront aus vielen kleinen quadratischen Fenstern. Über dem Eingangsbereich liegt ein rechteckiger Erker, der die Gestaltung der Fassade übernimmt. Stadtbildprägendes Element ist ein mächtiger, vorspringender Uhrenturm mit flachem Pyramidendach, dessen Fassaden sich in den beiden den Kernbau überragenden obersten Geschossen in ein Betonskelett auflösen. Dort befindet sich auch ein Glockenspiel.

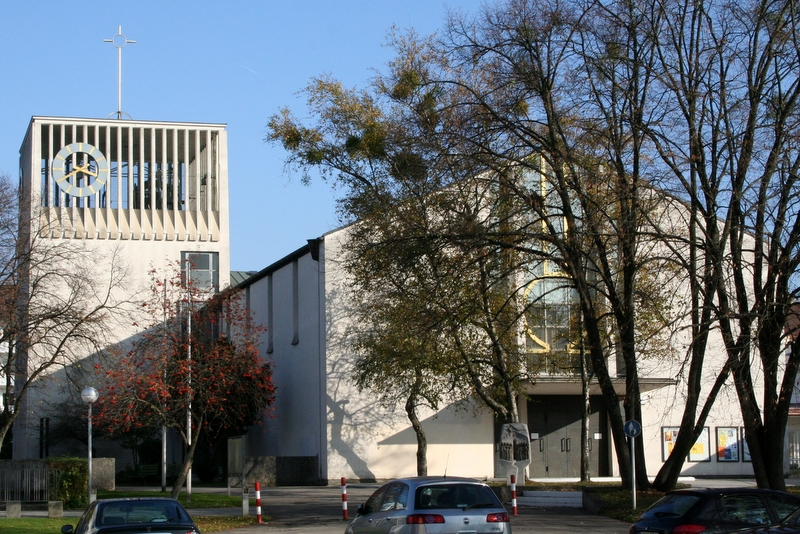
Sep Ruf: Zu den heiligen zwölf Aposteln, München-Laim (Entwurf 1951)

Der käfigartige Glockenstuhl mit seiner exzentrisch angeordneten Turmuhr weist gestalterische Parallelen auf zum Glockenturm der von Sep Ruf in den Jahren 1952 bis 1953 in München-Laim erbauten Kirche Zu den heiligen zwölf Aposteln (Entwurf 1951). In Saarlouis dramatisierte man das Motiv mit einer teilweisen Herabziehung des „Glockenkäfigs“ an der der Deutschen Straße zugewandten Seite.
Die Schmalseite in der Deutschen Straße mit dem 27 Meter hohen Glocken- und Uhrturm ist im ersten und zweiten Obergeschoss von großflächigen, zweigeschossigen Fenstern bestimmt, die den Ratssaal belichten.

## Kunst am Bau

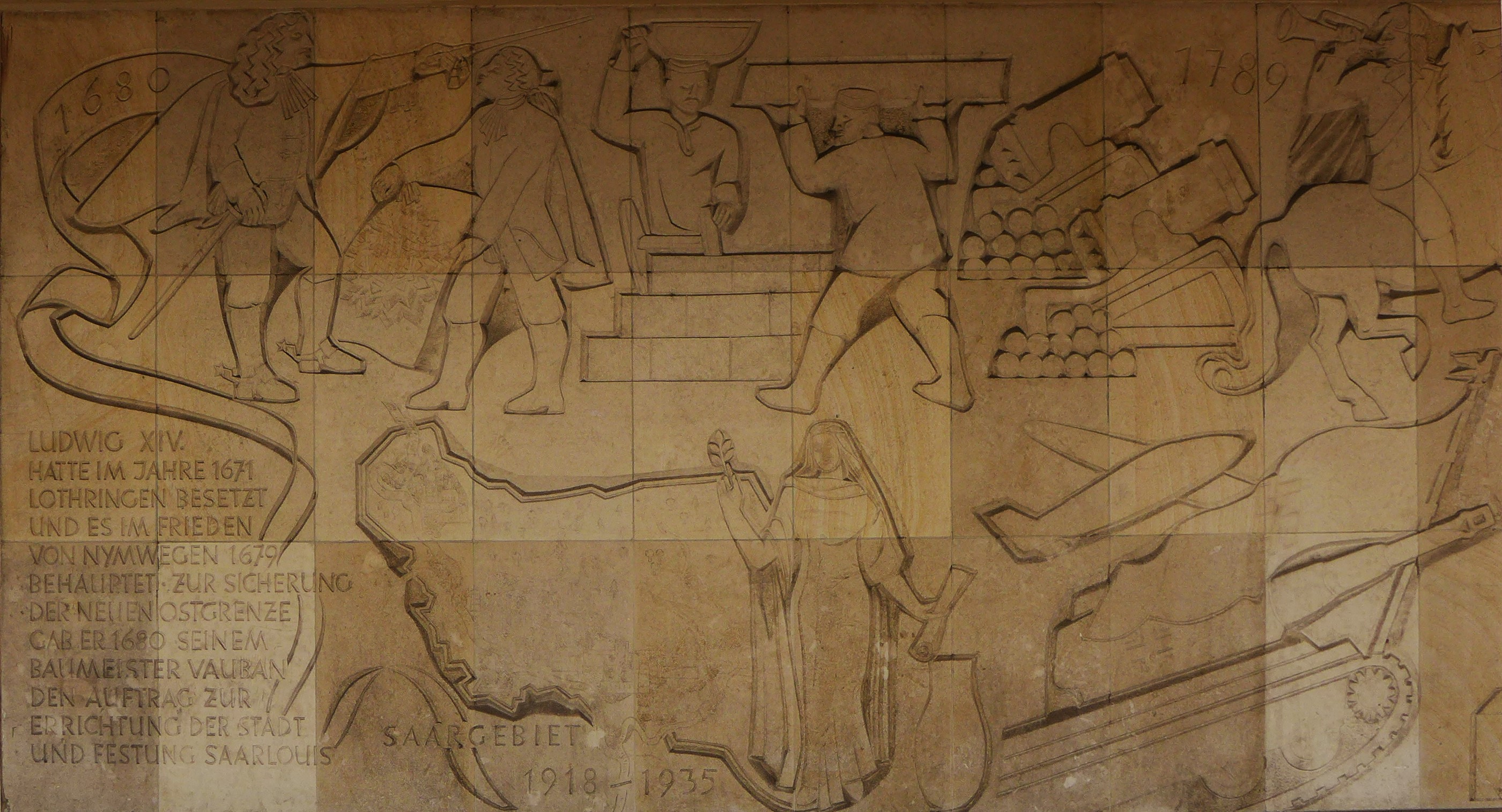
Rathaus Saarlouis, Geschichtsrelief an der Fassade
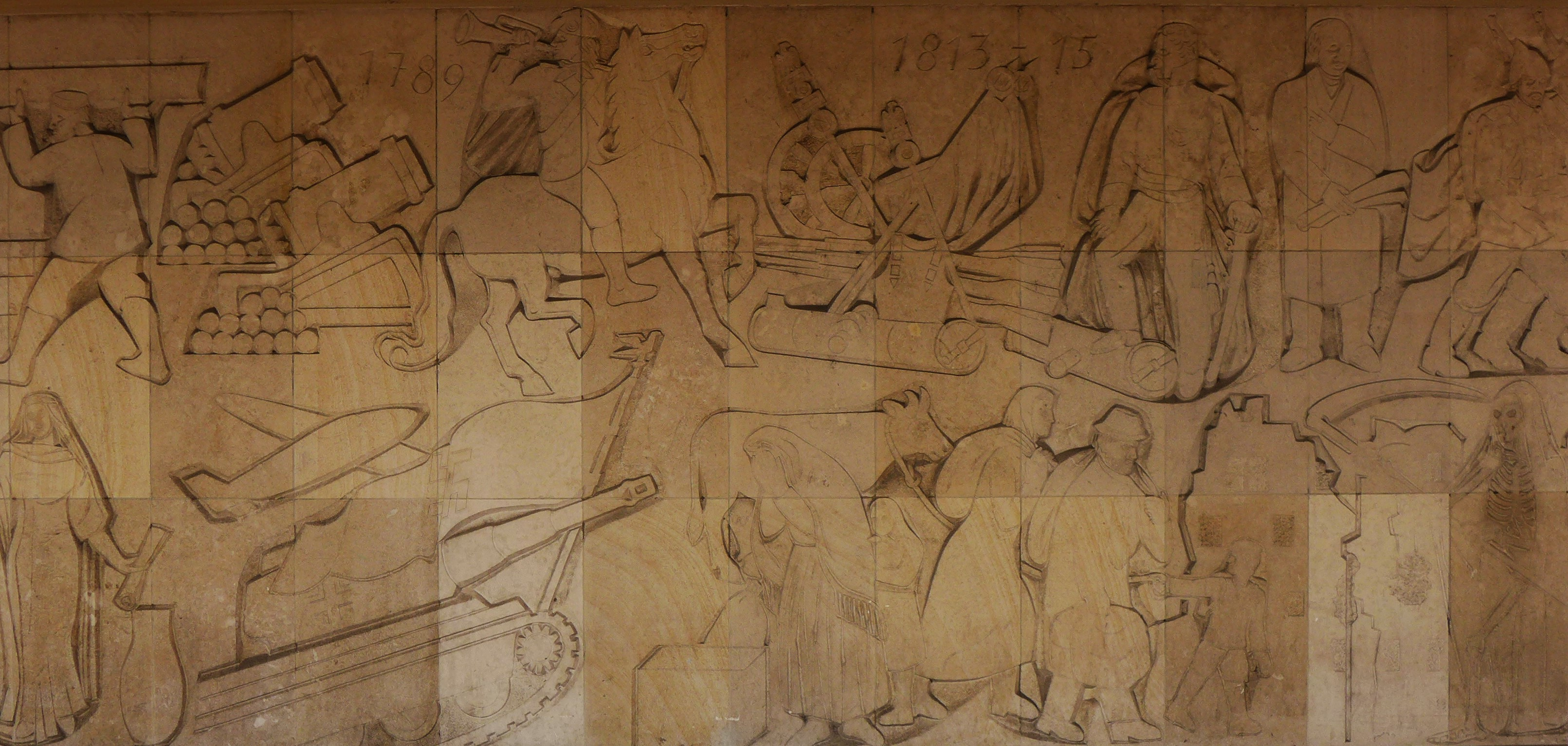
Rathaus Saarlouis, Geschichtsrelief an der Fassade
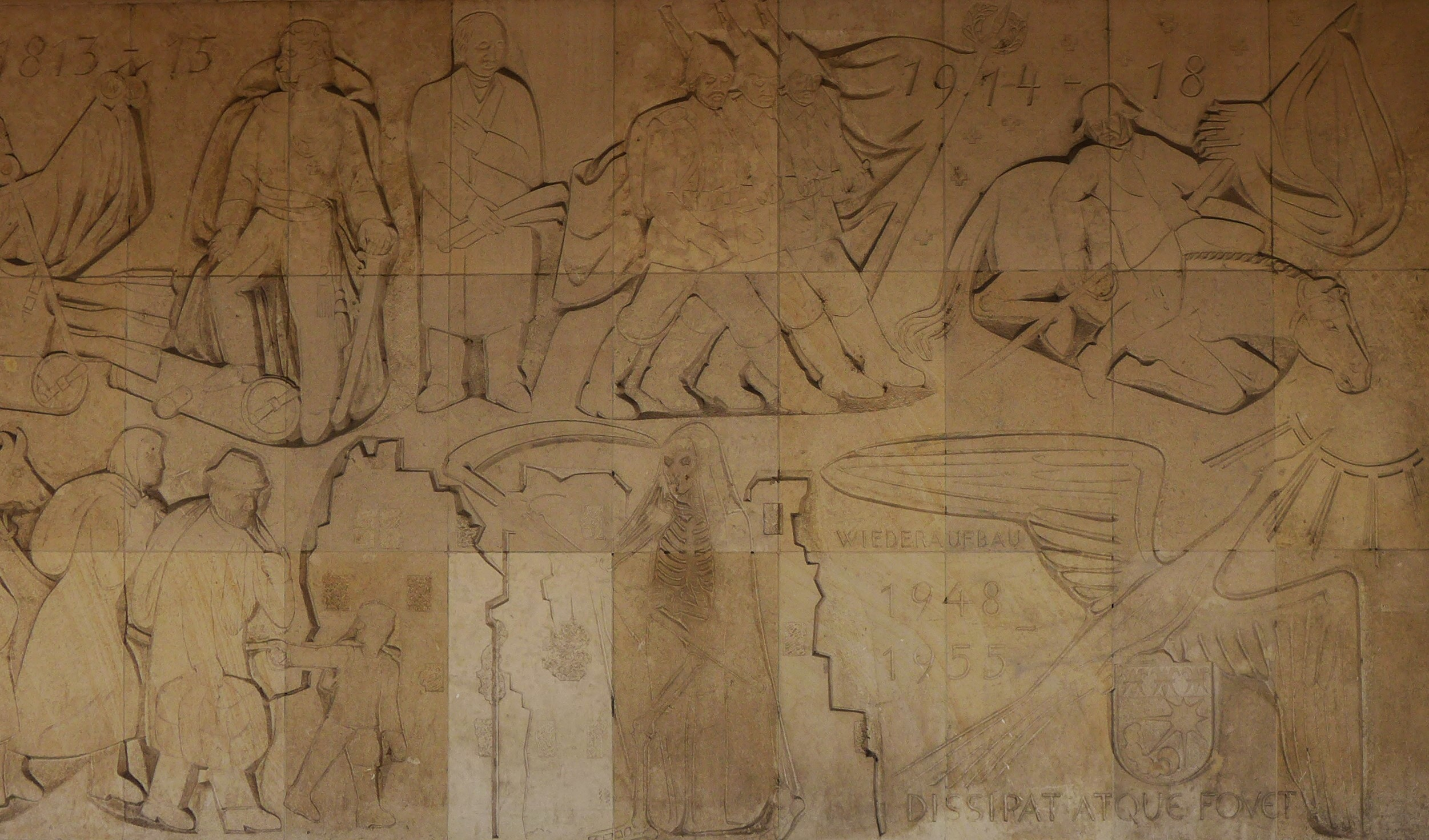
Rathaus Saarlouis, Geschichtsrelief an der Fassade
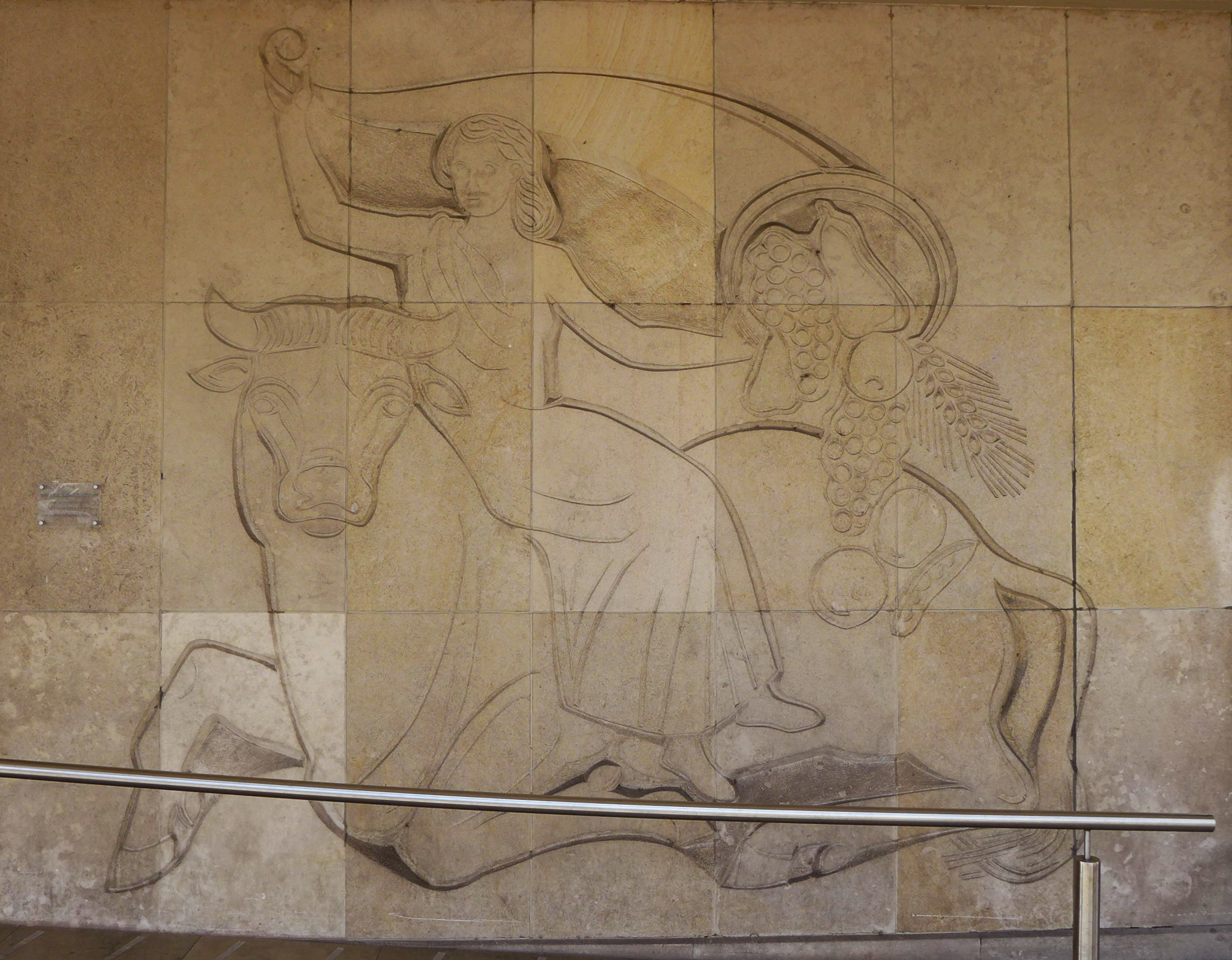
Rathaus Saarlouis, Europa-Relief an der Fassade
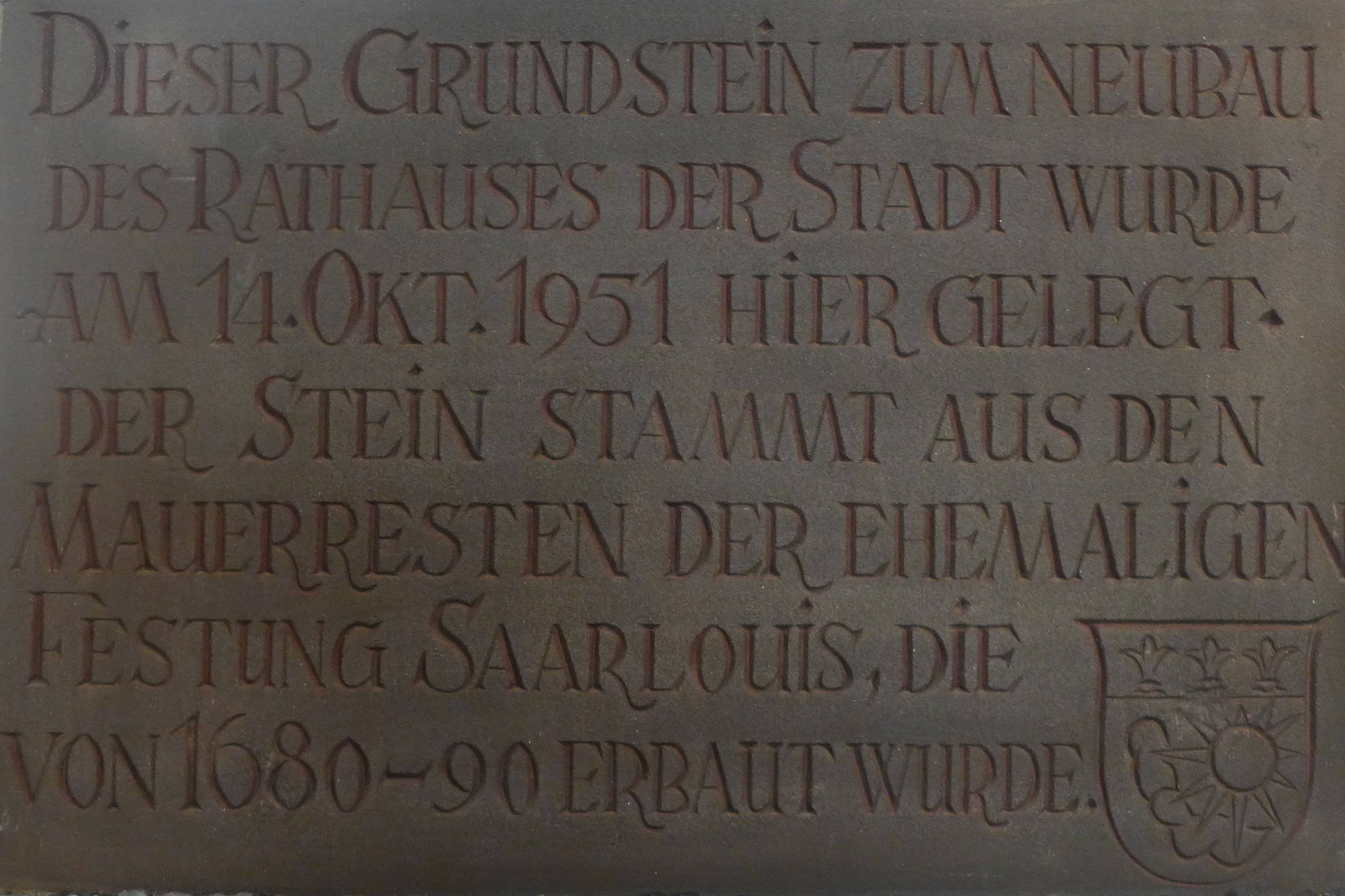
Rathaus Saarlouis, Grundstein
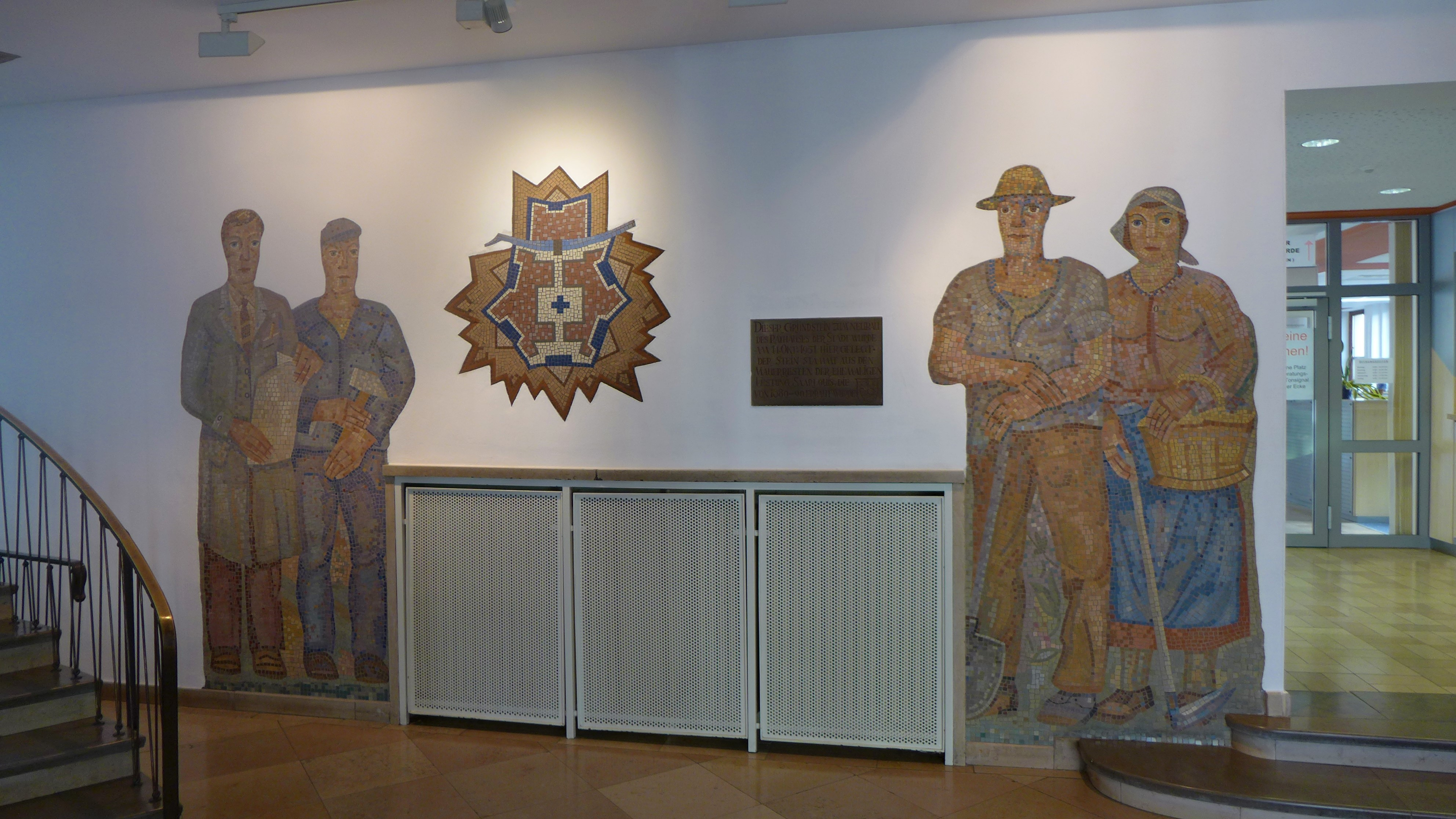
Rathaus Saarlouis, Mosaik

Die Außenwände des Erdgeschosses am Haupteingang sind mit einem Steinschnittrelief des Bildhauers Nikolaus Simon bedeckt, das in den Jahren 1953 bis 1955 entstand. Die Kalksteinplatten stammen aus den Steinbrüchen bei Chauvigny. Dargestellt ist in 14 Abschnitten und zwei Reihen die wechselvolle Geschichte der Stadt. Der rechte Wandabschnitt misst 3,20 auf 4,30 Meter, der links des Rathausportal angebrachte Reliefabschnitt ist 3,20 auf 12,25 Meter groß.
Der größere linke Teil illustriert in zwei Reihen übereinander Stationen der Stadtgeschichte:
Oben:
- Der französische König Ludwig XIV. beauftragt den Festungsbaumeister Vauban mit dem Bau der Festung Saarlouis.
- Französische Soldaten errichten die neue Festung.
- Ein trompeteblasender Reiter mit Jakobinermütze verkündet den Beginn der Französischen Revolution.
- Die zerbrochenen Waffen und Feldzeichen der besiegten napoleonischen Armee symbolisieren die Niederlage Frankreichs und den Sieg der Alliierten in den Befreiungskriegen.
- Ein siegreicher preußischer General übernimmt die Festung.
- Der bisherige französische Bürgermeister Reneauld wird erster Bürgermeister der nun preußischen Festung Saarlouis.
- Soldaten des preußischen Infanterieregiments 30 marschieren in die neue preußische Grenzstadt.
- Ein Soldat mit Stahlhelm des Ersten Weltkrieges sinkt vom getroffenen Pferd. Das Ende des Krieges bedingt den Untergang des Deutschen Kaiserreiches.

Unten:
- Durch die Bestimmungen des Versailler Vertrages ist das Saargebiet von Deutschland abgetrennt.
- Eine weibliche Figur mit Ölzweig und Vertragswerk steht für den Völkerbund als Schutzmacht des Saargebietes. Eine Wahlurne symbolisiert die Volksabstimmung des 13. Januar 1935 und die Rückkehr des Saargebietes zum Deutschen Reich.
- NS-Deutschland löst den Zweiten Weltkrieg aus.
- Die Evakuierung der Bevölkerung der ‘roten Zone’ zwischen Westwall und Maginotlinie führt die Grenzbevölkerung aus der Saarheimat.
- Der Zweite Weltkrieg hat Zerstörung und Tod über die Stadt und die Menschen gebracht. Der Sensenmann hält reiche Ernte in den Trümmern.
- Der Vogel Phoenix als Symbol für tatkräftigen Wiederaufbau erhebt sich mit dem Wappen der Stadt Saarlouis aus der Asche und strebt der Sonne entgegen. Darunter das Motto der Stadt Saarlouis: „Dissipat atque fovet“ (Die Sonne zerteilt die Wolken und erwärmt.)

Die letzte Szene befindet sich rechts des Rathausportals:
- Europa hat den wilden Stier in die Knie gezwungen und gezähmt. Als Beginn einer glücklichen und friedvollen Zukunft des Kontinents schüttet sie auf dem Rücken des Tieres ihr Füllhorn mit den Segnungen des Wohlstandes aus.

Von Nikolaus Simon stammt auch ein großes Stadtwappen über einem Fenster im ersten Obergeschoss. Das Relief entstand in den Jahren 1951 bis 1954 und ist rund 3,50 × 1,80 Meter groß. Das Kunstwerk zeigt das vom französischen König Ludwig XIV. verliehene Stadtwappen mit dem Motto „Dissipat atque fovet“, dazu die Jahreszahlen „1680“ und „1952“, die Bezeichnung „Stadt Saarlouis“ und einen Zweig. Ein weiteres Relief mit Stadtwappen befindet sich an der Turmfassade unterhalb des französischen Fensters. Diese Arbeit dürfte ebenfalls von dem Bildhauer Nikolaus Simon stammen.
Ein farbiges Mosaik aus der Bauzeit (1951–1954) im Foyer des Rathauses wurde früher Peter Gitzinger zugeschrieben und gilt heute vermutungsweise als Arbeit nach einem Entwurf von Fritz Zolnhofer. Es zeigt rund um eine breite Heizungsnische neben der stilisierten Festung Saarlouis auch mehrere Figuren. Links stehen zwei männliche Figuren, die durch ihre Kleidung als Architekt und Bauhandwerker gedeutet werden können Die Figurengruppe rechts ist als Landwirt und Landwirtin erkennbar. Über der Heizung ist neben dem Festungsbauwerk auch der aus einem Festungsstein gefertigte Grundstein des Rathauses eingelassen.

## Glockenspiel
Das Glockenspiel mit 25 Glocken im Rathausturm wurde im Jahr 1953 von der Saarlouiser Glockengießerei Otto gefertigt und spielt täglich zu verschiedenen Uhrzeiten Volkslieder. Es gehört zu den ganz wenigen Glockenspielen, von denen überhaupt bekannt ist, dass sie von Otto gegossen wurden.